# Félix Eboa Eboa
Félix Eboa Eboa est un footballeur camerounais né le 19 avril 1997 à Douala. Il évolue au poste défenseur.

## Biographie

### Carrière en club

#### Paris Saint-Germain (2010-2017)
Formé au Paris Saint Germain , il fait ses gammes en catégories jeunes jusqu' en réserve mais ne va pas au-dessus, ne disputant aucun match avec l' équipe première. Il est titulaire avec les U19 du PSG en finale de la Youth League face à Chelsea. La saison suivante il est capitaine en Youth League et est buteur lors du dernier match de poules face à Arsenal. 

#### Guingamp (2017-2023)
Le 22 juin 2017, il s'engage avec l'En avant de Guingamp pour trois années. Il joue son premier match professionnel le 10 septembre 2017 face à l'Olympique lyonnais en entrant en jeu à la 62e minute de jeu (5e journée, défaite 2-1). Le week-end suivant, il débute titulaire et participe aux 90 minutes face au LOSC Lille (6e journée, victoire 1-0). Le 6 mai 2018, il marque le premier but de sa carrière en professionnel à Dijon (36e journée, défaite 3-1). Il conclut sa première saison en Bretagne avec 23 apparitions dont 16 titularisations. Le club termine à la 12e place.
Le 3 août 2018, il prolonge son contrat jusqu'en 2023. Pour sa deuxième saison, il participe à 27 rencontres de championnat, toutes comme titulaire, inscrivant cette fois 3 buts. Sur le plan collectif, l'EAG vit une saison compliquée, occupant une grande partie de la saison la dernière place. 
Il est victime d'une rupture des ligaments croisés du genou le 29 août 2020 face à l'AS Nancy-Lorraine (2e journée, 2-2). Une infection de sa blessure l'oblige à passer à quatre reprises par la case opération, l'éloignant des terrains pendant 18 mois. 700 jours après sa blessure, il retrouve les terrains lors de la 1re journée de la saison 2022-2023 pour la réception du Pau FC (victoire 4-0).

### En sélection
Le 6 juin 2015, à l'âge de 18 ans, il honore sa première sélection avec l'équipe du Cameroun lors d'une victoire 3-2 face au Burkina Faso.

## Statistiques
| Saison                | Club                  | Championnat           | Championnat | Championnat | Championnat | Coupe nationale | Coupe nationale | Coupe nationale | Coupe de la Ligue | Coupe de la Ligue | Coupe de la Ligue | Supercoupe | Supercoupe | Supercoupe | Compétition(s) continentale(s) | Compétition(s) continentale(s) | Compétition(s) continentale(s) | Compétition(s) continentale(s) | Total | Total | Total |
| Saison                | Club                  | Division              | M.          | B.          | P.d.        | M.              | B.              | P.d.            | M.                | B.                | P.d.              | M.         | B.         | P.d.       | Comp.                          | M.                             | B.                             | P.d.                           | M.    | B.    | P.d.  |
| 2017-2018             | EA Guingamp           | Ligue 1               | 23          | 1           | 0           | 1               | 0               | 0               | 1                 | 0                 | 0                 | -          | -          | -          | -                              | -                              | -                              | -                              | 25    | 1     | 0     |
| 2018-2019             | EA Guingamp           | Ligue 1               | 27          | 3           | 0           | 2               | 0               | 0               | 4                 | 0                 | 0                 | -          | -          | -          | -                              | -                              | -                              | -                              | 33    | 3     | 0     |
| 2019-2020             | EA Guingamp           | Ligue 2               | 13          | 0           | 0           | 0               | 0               | 0               | 1                 | 0                 | 0                 | -          | -          | -          | -                              | -                              | -                              | -                              | 14    | 0     | 0     |
| 2020-2021             | EA Guingamp           | Ligue 2               | 2           | 0           | 0           | 0               | 0               | 0               | -                 | -                 | -                 | -          | -          | -          | -                              | -                              | -                              | -                              | 2     | 0     | 0     |
| 2021-2022             | EA Guingamp           | Ligue 2               | 0           | 0           | 0           | 0               | 0               | 0               | -                 | -                 | -                 | -          | -          | -          | -                              | -                              | -                              | -                              | 0     | 0     | 0     |
| 2022-2023             | EA Guingamp           | Ligue 2               | 9           | 0           | 0           | 0               | 0               | 0               | -                 | -                 | -                 | -          | -          | -          | -                              | -                              | -                              | -                              | 9     | 0     | 0     |
| Total sur la carrière | Total sur la carrière | Total sur la carrière | 75          | 4           | 0           | 3               | 0               | 0               | 6                 | 0                 | 0                 | -          | -          | -          | -                              | -                              | -                              | -                              | 84    | 4     | 0     |

## Palmarès
EA Guingamp
- Finaliste de la Coupe de la Ligue 2018-2019